# レ・ミゼラブル (1998年の映画)
『レ・ミゼラブル』（原題: Les Misérables）は、1998年のアメリカ映画である。原作はヴィクトル・ユーゴーの同名小説。本作ではジャン・バルジャンとジャベールの関係に焦点が絞られている。そのため、ジャベール警部の身投げと共に映画は幕を閉じる。

## ストーリー
囚人のジャン・バルジャンは、窃盗の罪で19年間に及ぶ重労働を課された後に保釈されたが、行く先々で宿泊を断られ、屋外で寝ていたところを司教の館に迎え入れられる。しかし、バルジャンは、夜中にそこで銀の食器を盗み、憲兵に捕まってしまう。翌朝、彼を捕らえた憲兵たちに、司教は「銀器は私が与えたものだ」と伝え、銀の燭台も与えてしまう。司教の慈悲を知り、バルジャンは邪悪な魂から解放される。

## 登場人物
ジャン・バルジャン
演 - リーアム・ニーソン
窃盗の罪で19年間に及ぶ重労働を課された元囚人。出所後は長い年月をかけて成功し、市長となり裕福になる。
ジャベール
演 - ジェフリー・ラッシュ
警部。バルジャンが刑に処していたときの担当刑務官でもあった、
ファンティーヌ
演 - ユマ・サーマン
街で働いている女性。未婚でありながらも幼い娘がいる複雑な立場におり、バルジャンの経営する工場で働いている。しかし、同僚の嫌がらせを受けて違う仕事を探し、売春をするが、その後、容体が悪くなり、亡くなる。
コゼット
演 - クレア・デインズ、幼少期 - ミミ・ニューマン
ファンティーヌの娘。9歳のころにバルジャンに出会う。
マリウス・ポンメルシー
演 - ハンス・マシソン
革命家。19歳に成長したコメットと恋仲になる。
テナルディエ
演 - ジョン・ケニー
コゼットを養育していた人物。
テナルディエ夫人
演 - ジリアン・ハンナ
コゼットを養育していた人物。
エポニーヌ
演 - シルヴィ・コヴィルィズコヴァ
テナルディエ夫妻の娘。
ガブローシュ
演 - シェイン・ハーヴィ
王政に反対する組織の少年。
アンジョルラス
演 - レニー・ジェームズ
革命家。
司教
演 - ピーター・ヴォーン
かつてバルジャンを匿まった。匿まったバルジャンに物をとられるなどの恩をあだで返す仕打ちをされても全く恨まないどころか、それでも慈悲をかける聖人君子といえる人物。

## キャスト
| 役名                   | 俳優                         | 日本語吹替 |
| ---------------------- | ---------------------------- | ---------- |
| ジャン・バルジャン     | リーアム・ニーソン           | 菅生隆之   |
| ジャベール警部         | ジェフリー・ラッシュ         | 金尾哲夫   |
| ファンティーヌ         | ユマ・サーマン               | 日野由利加 |
| コゼット               | クレア・デインズ             | 小林さやか |
| 幼少期のコゼット       | ミミ・ニューマン             | 川田妙子   |
| マリウス・ポンメルシー | ハンス・マシソン             | 石川禅     |
| テナルディエ           | ジョン・ケニー               |            |
| テナルディエ夫人       | ジリアン・ハンナ             |            |
| エポニーヌ             | シルヴィ・コヴィルィズコヴァ |            |
| ガブローシュ           | シェイン・ハーヴィ           |            |
| アンジョルラス         | レニー・ジェームズ           |            |
| カルノー               | ジョン・マッグリン           |            |
| ボーヴェ               | リーネ・ブリュノルフソン     | 塩屋浩三   |
| 司教                   | ピーター・ヴォーン           | 内田稔     |

## スタッフ
- 監督：ビレ・アウグスト
- 脚本：ラファエル・イグレシアス
- 製作：サラ・ラドクリフ、ジェームズ・ゴーマン
- 原作：ヴィクトル・ユーゴー